# Неэман, Иехуда
Иехуда (Джад) Неэман (ивр. יהודה ג'אד נאמן‎; 3 октября 1936, Тель-Авив, подмандатная Палестина — 26 сентября 2021) — израильский кинорежиссёр, сценарист и киновед. Профессор Тель-Авивского университета, лауреат Премии Израиля в области киноискусства (2008).

## Биография
Родился в 1936 году в Тель-Авиве. Рос в Петах-Тикве, учился в гимназии «Герцлия». Ещё в детстве получил прозвише «Джад» — искажённое на английский манер имя новозаветного персонажа Иуды Искариота. По окончании школы служил в Армии обороны Израиля в частях «НАХАЛЬ», после чего окончил курс офицеров резерва.
В 1958 году поступил на отделение математики и физики Еврейского университета в Иерусалиме, затем проходил подготовку в школе медицины Еврейского университета. Лицензию на занятия медицинской практикой получил в 1965 году, а в 1968 году стал доктором медицины. Во время Шестидневной войны принимал участие в боевых действиях как батальонный врач в бригаде «Цанханим». В ходе боя при Ум-Катефе солдаты его подразделения попали в зону поражения осколками снарядов, взрывавшихся в горящем грузовике. Неэман, несмотря на опасность, которую продолжали представлять рвущиеся снаряды, поспешил оказать раненым медицинскую помощь и оставался с ними во время возвращения с задания. За эти действия лейтенант Неэман был награждён медалью «За отличие». Он продолжал нести резервную службу и позже, во время Войны на истощение и войны Судного дня, в ходе которой его подразделение участвовало в захвате сирийских позиций на горе Эш-Шейх.
В начале 1960-х годов, в ходе двух отпусков, проведённых в Париже, Неэман познакомился со многими образцами классического голливудского кино, французским кинематографом «новой волны» и работами Феллини. По его собственным воспоминаниям, это произвело на него такое впечатление, что он начал задумываться о том, чтобы бросить медицинскую карьеру и самому заняться съёмкой фильмов. По окончании учёбы, во время стажировки в больнице «Ихилов», Неэман присоединился к клубу кинолюбителей и вскоре начал участвовать в съёмках, поначалу на второстепенных административных должностях. В 1966 году, на съёмках фильма «Десантники», где он был исполнительным директором, Неэман отказался от зарплаты в обмен на возможность получить в своё распоряжение съёмочное оборудование и актёров на несколько дней. Результатом стал его первый короткометражный фильм «Платье». По окончании Шестидневной войны Неэман снял ещё две короткометражные киноновеллы, которые объединил с первой в полнометражный фильм, прошедший в кинотеатрах Израиля в 1970 году. Лента получила положительные отзывы критиков и была показана на форуме режиссёров в Каннах.
После этого Неэман стал снимать регулярно, чередуя художественные и документальные картины. Одновременно с творческой деятельностью Неэман активно публиковался как кинокритик и киновед; его полемические статьи и отзывы печатали газеты «Гаарец», «Маарив» и «Едиот ахронот». В 1978 году он был в числе создателей Фонда израильского кино и с того же года начал преподавать на отделении кино и телевидения Тель-Авивского университета. Он дважды — с 1980 по 1983 и с 1991 по 1984 год — занимал должность руководителя отделения, а в 1989 году получил звание профессора.
После того, как в 1989 году критики и публика отвергли художественный фильм Неэмана «Вчерашние улицы» (см. Творчество), он надолго прервал творческую деятельность, сосредоточившись на киноведческой карьере. В 1998 году под его редакцией вышел сборник научных работ «Фиктивные взгляды: об израильском кинематографе» (ивр. מבטים פיקטיביים : על קולנוע ישראלי‎). В 2003—2005 году Неэман как приглашённый профессор преподавал в Нью-Йоркском университете. Лишь в 2006 году, почти через два десятилетия после «Вчерашних улиц», вышел его следующий фильм — «Нузхат аль-Фуад», в отличие от предыдущего положительно встреченный критикой и удостоенный приза «За новаторство в киноискусстве» на Сиракузском международном кинофестивале (США, 2008 год). Одновременно был снят также документальный фильм «Слёзы Шахерезады», вместе с «Нузхат аль-Фуад» участвовавший в программах международных кинофестивалей.
В 2008 году Неэман работал как научный сотрудник в Институте военных исследований Джойнера (Университет Массачусетса в Бостоне). В том же году вышел его документальный фильм «Зитра: о правде и примирении», удостоенный приза на кинофестивале в Житомире. В 2008 году Неэман также стал лауреатом Премии Израиля в области киноискусства. Его последняя лента, «В пустыню», вышла в 2016 году, а в 2018 году издательство «Ам овед» выпустило сборник его работ на военную и кинематографическую тему «Рана — дар войны» (название которого отсылает к словам Геродота «Египет — дар Нила»). В 2020 году был также издан сборник стихов Неэмана.
В последние годы жизни Иехуда Неэман боролся с раком, от которого и скончался в сентябре 2021 года в возрасте 85 лет, оставив после себя жену Тару Хендлер и двух дочерей. Похоронен на гражданском кладбище кибуца Гиват-Бренер.

## Творчество
После завершения боевых действий в ходе войны Судного дня Неэман, ещё находясь на резервистской службе, обработал сценарий художественного фильма «Марш-бросок с носилками». Сценарий рассказывал о солдате-новобранце, кончающем жизнь самоубийством, не выдержав жестоких условий курса молодого бойца. Армия обороны Израиля пыталась воспрепятствовать превращению этой работы в фильм, но благодаря настойчивости Неэмана лента была снята и обеспечила высокие сборы в кинотеатрах, также получив высокие оценки от критиков. Впоследствии фильм «Марш-бросок с носилками» был включён в программу офицерских курсов в Израиле. В 1970-е годы вышел также документальный фильм Неэмана «Взгляд на Акко», впервые критически оценивавгий отношения между арабской и еврейской общинами в этом городе.
В 1981 году на экраны вышел художественный фильм Неэмана «Йа баркан!» (ивр. יא ברכען!‎, в прокате за рубежом «Забастовка моряков»). Картина, действие которой происходит в 1951 году, показывает Израиль эпохи Бен-Гуриона как квазитоталитарное государство, и такая точка зрения вызвала ожесточённую общественную полемику. Следующий художественный фильм Неэмана, «Серебряный поднос» (ивр. מגש הכסף‎, в прокате в англоязычных странах — «Попутчики», англ. Fellow Travellers), также затрагивал чувствительную политическую тему. Его герой, певец-израильтянин Йони (в исполнении Гиди Гова), вместе с со своим товарищем-палестинцем добывает в Германии деньги на открытие университета на оккупированных территориях, однако получатели пожертвования решают использовать его на закупку оружия для террористических актов. За главным героем на протяжении всего фильма ведут слежку израильские спецслужбы, рассчитывающие использовать его как агента влияния. По ходу картины при таинственных обстоятельствах гибнут сначала немецкий профессор, пожертвовавший деньги, затем друг главного героя Валид, а в финальной сцене его самого убивает один из террористов. Крайне пессимистичная лента подчёркивает обречённость гуманитарных инициатив в условиях непримиримой борьбы двух политических сил.
Крайне критически был в конце 1980-х годов воспринят фильм Неэмана «Вчерашние улицы» (англ. Streets of Yesterday), сюжет которого построен вокруг убийства израильского политического лидера правым экстремистом за попытку начать мирные переговоры с палестинцами. Режиссёру не удалось получить финансирования на съёмку фильма на иврите, и в итоге картина была снята на деньги международных организаций на английском языке. В Израиле она подверглась уничтожающей критике как предельно неправдоподобная и нереалистичная, однако спустя шесть лет премьер-министр Израиля Ицхак Рабин был действительно убит фанатиком-националистом после начала мирных переговоров с Организацией освобождения Палестины. Тем не менее и после этого фильм не был продублирован на иврите — теперь уже из-за отсутствия интереса к художественной ленте, описывающей события, близкие к реальным.
Снятый после долгого перерыва в творческой работе фильм «Нузхат аль-Фуад» использует мотивы сказок «Тысячи и одной ночи» в сюжете, где переплетаются темы искусства, семьи и чувств. Последовавший за ним документальный фильм «Зитра» показывает, как молодые израильские и немецкие музыканты вместе работают над воссозданием истории жизни человека, выжившего в Холокосте, а документальный фильм «В пустыню» повествует об истории дружбы, пережившей политические разногласия.

### Фильмография
- 1969 — Платье (ивр. השמלה‎)
- 1970 — Бедуины на Синае (ивр. בדואים בסיני‎; документальный)
- 1970 — Чувство молока и мёда (ивр. חוויית חלב ודבש‎; докудрама)
- 1971 — Человек — это центр (ивр. האדם הוא המרכז‎)
- 1972 — Двор Большой Момо (ивр. החצר של מומו הגדולה‎; телевизионный)
- 1973 — Маленький доктор с улицы Ха-Хабашим (ивр. הרופא הקטן מרחוב החבשים‎; телевизионный)
- 1975 — Взгляд на Акко (ивр. הסתכלות על עכו‎; документальный)
- 1977 — Марш-бросок с носилками (ивр. מסע אלונקות‎)
- 1981 — Йа баркан! (ивр. יא ברכען!‎)
- 1983 — Ночь, когда родился царь (ивр. הלילה בו נולד המלך‎; короткометражный)
- 1984 — Серебряный поднос (ивр. מגש הכסף‎)
- 1989 — Вчерашние улицы (англ. Streets of Yesterday)
- 2006 — Слёзы Шахерезады (ивр. דמעות שחרזאדה‎; документальный)
- 2007 — Нузхат аль-Фуад (ивр. נוזהאת אל פואד‎)
- 2008 — Зитра (ивр. זיטרה‎; документальный)
- 2016 — В пустыню (ивр. אל המדבר‎; документальный)